# Битка при Дара
Битката при Дара (Daras) се провежда през 530 г. в северната част на Месопотамия между Източната римска империя с Юстиниан I и Сасанидското царство с Кобад I (Кавад I). Нито един от владетелите не участва в тази битка, която завършва с победа на Византия.

## Предистория
Дара (Dara-Anastasiupolis) е стратегически важна римска крепост (днес там се намира малкото село Oğuz в Турция) до Нисибис (дн. Нусайбин). През 6 век за крепостта са се водели често битки през Римско-персийските войни. Император Анастасий I разширява селището през 506 г., като нарушава стари договори със сасанидите.

## Ход на битката
През 530 г. Велизарий, генерал на Юстиниан I, решава с 25 хил. души от римляни, също и конници хуни и херули, да спре персийската офанзива от 40 хил. войника под командването на Ferouz (Peroz). Битката трае 2 дена.
На втория ден персийците получават още 10 хил. души подкрепление от Nisibis. Велизарий загражда персите и ги побеждава. 8 хил. перси са убити.

## Резултат
Това е първата значима римска победа от почти 100 години против персите. През 532 г. римляните и персите сключват мир въз основа на Status Quo. Прокопий Кесарийски служи като секретар през 530 г. в щаба на Велизарий и описва детайлирано битката в първата книга на своята Historien.